# Grigori Chujrái
Grigori Naúmovich Chujrái (en ucraniano: Григорiй Наумович Чухрайm, en ruso: Григорий Наумович Чухрай; Melitópol, Unión Soviética, 23 de mayo de 1921 - Moscú, Rusia, 28 de octubre de 2001) fue un destacado director y guionista cinematográfico soviético. Es el padre del también director Pável Chujrái. 

## Biografía

### Infancia y juventud
Grigori Chujrái nació en Melitópol en la RSS de Ucrania —actualmente ubicado en el óblast de Zaporiyia en Ucrania—, hijo de los soldados del Ejército Rojo Naum Zinóvievich Rubánov y Claudia Petrovna Chujrái, de origen ucraniano. Sus padres se divorciaron cuando él solo tenía tres años por lo que fue criado por su padrastro, Pável Antónovich Litvinenko, el jefe del koljós local y por su madre, Claudia Chujrái, la cual participó activamente en la colectivización y deskulakización de la República Socialista Soviética de Ucrania y luego trabajó como oficial de investigación en la milítsiya (la policía soviética).
En 1939, fue reclutado por el Ejército Rojo. Participó en la Segunda Guerra Mundial, siendo herido en cinco ocasiones y varias veces condecorado por su valor. Su experiencia en la guerra tendría una honda influencia en sus películas. Sirvió en el 229.º Batallón de Comunicaciones Independiente de la 134.ª División de Fusileros (más tarde parte del 19.º Ejército). Luchó en los Frentes Sur, Stalingrado y Don. A partir de 1943, sirvió en tropas aerotransportadas en los frentes 1.º, 2.º y 3.º ucraniano.
En 1944, se unió al Partido Comunista de la Unión Soviética.

### Carrera
Al final de la contienda, estudió cinematografía en la Escuela Estatal de Cine de Moscú (VGIK), donde tuvo como profesores a destacados cineastas, entre ellos Mijaíl Romm y Serguéi Yutkévich. Después comenzó su carrera como ayudante de director y director de segundas unidades en los estudios cinematográficos de Kiev. Desde 1955 trabajó en Moscú, escribiendo y dirigiendo sus propias películas. Logró el reconocimiento internacional en el Festival Internacional de Cine de Cannes de 1957 con Сорок первый (El cuadragésimo primero), donde ganó el Premio Especial del Jurado y fue nominado para la Palme d'Or.
En 1959, coescribió y dirigió su obra más importante, La balada del soldado, una historia de amor con la guerra de fondo que contrastaba con el habitual tratamiento propagandístico del tema bélico en el cine soviético. La película tuvo un gran éxito y fue galardonada con el Premio Lenin. Fue alabada internacionalmente tanto por su guion como por su técnica cinematográfica, y en el Festival Internacional de Cine de Cannes de 1960, obtuvo un premio especial del jurado por su «alto humanismo y destacable calidad». La balada del soldado superó las barreras de la guerra fría, estrenándose en los Estados Unidos en 1960 en el Festival Internacional de Cine de San Francisco, en el que obtuvo los premios Golden Gate a la mejor película y al mejor director. Al año siguiente, fue galardonada con el Premio BAFTA a la Mejor Película. Chujrái y Valentín Yezhov, coguionista del film, fueron nominados para el Oscar al mejor guion original.
Su siguiente película, estrenada en 1961, se tituló Чистое небо ("Cielos despejados"), y cuenta la historia de un piloto soviético que sobrevivió a su encarcelamiento por los nazis durante la guerra, y fue más tarde acusado de espionaje. Fue una de las primeras películas soviéticas que abordaron el tema de la represión de Stalin en la época posterior a la guerra. Ganó el Gran Premio (junto con La isla desnuda de Kaneto Shindo) en el Segundo Festival Internacional de Cine de Moscú. Dos años más tarde, Chujrái ejerció como presidente del jurado en el Tercer Festival Internacional de Cine de Moscú.
Entre 1966 y 1971, dirigió los cursos de dirección cinematográfica en el VGIK. En 1965, fundó y dirigió el Estudio Experimental en Mosfilm que produjo películas como Белое солнце пустыни (Sol blanco del desierto; 1970), 12 стульев (Las doce sillas; 1971), Иван Васильевич меняет профессию (Iván Vasílievich cambia de profesión; 1973), Раба любви (Esclava del amor; 1976 ) y otras películas igualmente muy populares. También ejerció como miembro del Comité Estatal de Cinematografía entre 1964 y 1991.
Sus obras siguientes Трясина (Fango, de 1978) y Жизнь прекрасна (La vida es bella, de 1980) no tuvieron la misma resonancia que sus producciones anteriores. En 1984, a los 63 años, Chujrái dirigió su última película, Я научу вас мечтать (Os enseñaré a soñar). En 1992-1993, él y el director alemán Rolf Schübel codirigieron Todfeinde. Vom Sterben und Überleben in Stalingrad, un documental ruso-alemán en dos partes sobre la batalla de Stalingrado. En esta película, Chujrái y otros supervivientes rusos y alemanes contaron sus experiencias durante la batalla. 

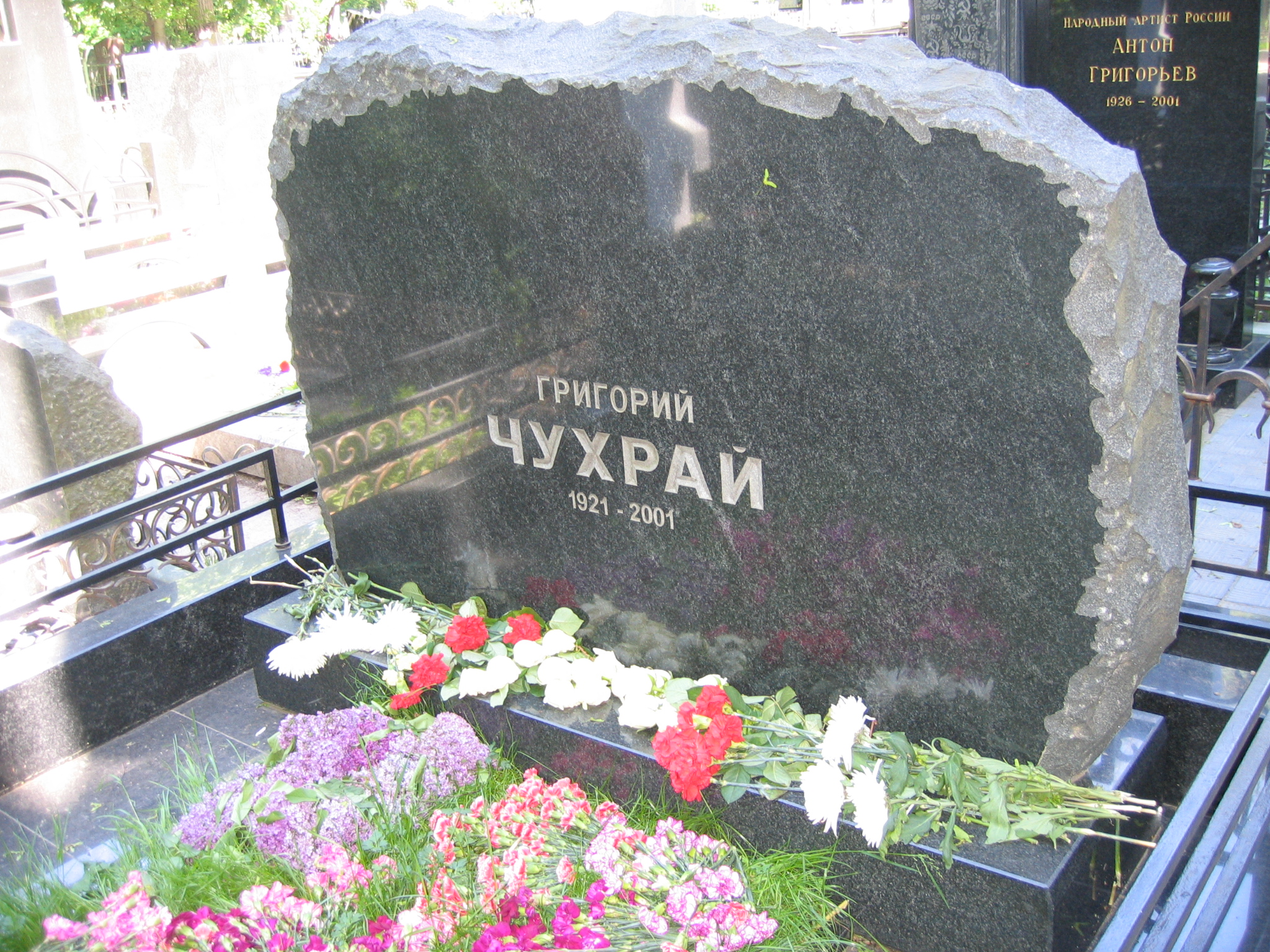
Tumba de Grigori Chujrái en el Cementerio de Vagánkovo de Moscú.

En 1994, por toda su carrera cinematográfica, fue galardonado con el Premio Nika, el equivalente al Oscar en la industria rusa del cine. En 2001, publicó sus memorias en dos volúmenes tituladas Mi guerra «Моя война» y Mi cine «Моё кино», dedicados a su experiencia bélica y su trabajo en el cine, respectivamente. 
Murió en Moscú, de un ataque al corazón, en 2001, a los 80 años de edad y fue enterrado en el Cementerio de Vagánkovo de la capital moscovita.

## Familia
Estaba casado con Iraida Chujrái (de soltera Penkova) profesora de lengua y literatura rusa. Tuvieron dos hijos: Pável Chujrái (nacido en 1946) director de cine ruso y Elena Chujrái (nacida en 1961) experta en estudios cinematográficos.

## Filmografía
| Año  | Título                                   | Título original              | Notas                              |
| ---- | ---------------------------------------- | ---------------------------- | ---------------------------------- |
| 1956 | El cuadragésimo primero                  | Сорок первый                 | Director                           |
| 1959 | La balada del soldado                    | Баллада о солдате            | Director y guionista               |
| 1961 | Cielos despejados                        | Чистое небо                  | Director                           |
| 1965 | Érase una vez un anciano con una anciana | Жили-были старик со старухой | Director                           |
| 1966 | ¡Gente!                                  | Люди!                        | Director                           |
| 1971 | Memoria                                  | Память                       | Director                           |
| 1977 | Tryasina (Fango)                         | Трясина                      | Director y guionista               |
| 1979 | La vida es bella                         | Жизнь прекрасна              | Director y guionista               |
| 1984 | Os enseñaré a soñar                      | Я научу вас мечтать          | Codirector junto con Yuri Shvyriov |

## Premios y distinciones
| Año  | Premios                                         | Categoría                  | Película                                 | Resultado |
| ---- | ----------------------------------------------- | -------------------------- | ---------------------------------------- | --------- |
| 1957 | Festival Internacional de Cine de Cannes        | Premio especial del jurado | El cuadragésimo primero                  | Ganador   |
| 1957 | Festival Internacional de Cine de Cannes        | Palma de Oro               | El cuadragésimo primero                  | Nominado  |
| 1960 | Festival Internacional de Cine de San Francisco | Mejor director             | La balada del soldado                    | Ganador   |
| 1960 | Festival Internacional de Cine de San Francisco | Mejor película             | La balada del soldado                    | Ganador   |
| 1960 | Festival Internacional de Cine de Cannes        | Premio especial del jurado | La balada del soldado                    | Ganador   |
| 1960 | Festival Internacional de Cine de Cannes        | Palma de Oro               | La balada del soldado                    | Nominado  |
| 1961 | Premios BAFTA                                   | Mejor película             | La balada del soldado                    | Ganador   |
| 1961 | Premios David de Donatello                      | Mejor director             | La balada del soldado                    | Ganador   |
| 1961 | Festival Internacional de Cine de Moscú         | Gran Premio                | Cielos despejados                        | Ganador   |
| 1961 | Festival Internacional de Cine de San Francisco | Mejor director             | Cielos despejados                        | Ganador   |
| 1961 | Festival Internacional de Cine de San Francisco | Mejor película             | Cielos despejados                        | Ganador   |
| 1962 | Premios Óscar                                   | Mejor guion original       | La balada del soldado                    | Nominado  |
| 1965 | Festival Internacional de Cine de Cannes        | Palma de Oro               | Érase una vez un anciano con una anciana | Nominado  |

## Condecoraciones
|  | Orden al Mérito por la Patria de 4.º grado (Federación de Rusia)                                |
|  | Orden de la Guerra Patria de 1.er grado                                                         |
|  | Orden de la Guerra Patria de 2.do grado                                                         |
|  | Orden de la Bandera Roja del Trabajo, tres veces                                                |
|  | Orden de la Estrella Roja                                                                       |
|  | Medalla por la Defensa de Stalingrado (1942)                                                    |
|  | Medalla por la Victoria sobre Alemania en la Gran Guerra Patria 1941-1945                       |
|  | Medalla por la Conquista de Viena                                                               |
|  | Medalla Conmemorativa del 20.º Aniversario de la Victoria en la Gran Guerra Patria de 1941-1945 |
|  | Medalla Conmemorativa del 30.º Aniversario de la Victoria en la Gran Guerra Patria de 1941-1945 |
|  | Medalla Conmemorativa por el Centenario del Natalicio de Lenin «Al valor militar»               |
|  | Premio Lenin (1961)                                                                             |
|  | Artista del Pueblo de la URSS (1981)                                                            |